# Bredtjärnen (Sidensjö socken, Ångermanland)
Bredtjärnen är en sjö i Örnsköldsviks kommun i Ångermanland och ingår i Moälvens huvudavrinningsområde. Sjön har en area på 0,19 kvadratkilometer och ligger 196,1 meter över havet. Sjön avvattnas av vattendraget Galasjöån.

## Delavrinningsområde
Bredtjärnen ingår i det delavrinningsområde (703341-161395) som SMHI kallar för Inloppet i Galasjön. Medelhöjden är 253 meter över havet och ytan är 6,48 kvadratkilometer. Det finns inga avrinningsområden uppströms utan avrinningsområdet är högsta punkten. Galasjöån som avvattnar avrinningsområdet har biflödesordning 2, vilket innebär att vattnet flödar genom totalt 2 vattendrag innan det når havet efter 44 kilometer. Avrinningsområdet består mestadels av skog (93 procent). Avrinningsområdet har 0,18 kvadratkilometer vattenytor vilket ger det en sjöprocent på 2,8 procent.